# Natação nos Jogos Pan-Americanos de 2011 - Revezamento 4x100 m livre masculino
As competições do revezamento 4x100 metros livre masculino da natação nos Jogos Pan-Americanos de 2011 foram realizadas no dia 16 de outubro no Centro Aquático Scotiabank, em Guadalajara.

## Medalhistas
|  | BRA Brasil |  | USA Estados Unidos                                                                           |  | VEN Venezuela                                                                                         |
|  | Bruno Fratus Nicholas Santos César Cielo Nicolas Oliveira Gabriel Mangabeira Henrique Rodrigues Thiago Pereira |  | William Copeland Christopher Brady Robert Savulich Douglas Robison Eugene Godsoe Conor Dwyer |  | Octavio Alesi Crox Acuña Cristian Quintero Albert Subirats Luis Rojas Roberto Gómez Daniele Tirabassi |

## Recordes
Antes desta competição, os recordes mundial e pan-americano da prova eram os seguintes:
| Tipo                             | Atleta         | Tempo   | Local          | Data                 | Ref |
| -------------------------------- | -------------- | ------- | -------------- | -------------------- | --- |
|                                  | Estados Unidos | 3m08s24 | Pequim         | 11 de agosto de 2008 | ver |
| Recorde dos Jogos Pan-Americanos | Brasil         | 3m15s90 | Rio de Janeiro | 20 de julho de 2007  | ver |

## Resultados

### Eliminatórias
| Pos. | Raia | Nadadores                                                             | País               | Tempo   | Obs. |
| ---- | ---- | --------------------------------------------------------------------- | ------------------ | ------- | ---- |
| 1    | 5    | William Copeland Christopher Brady Eugene Godsoe Conor Dwyer          | USA Estados Unidos | 3:17.57 | Q    |
| 2    | 4    | Gabriel Mangabeira Henrique Rodrigues Thiago Pereira Nicholas Santos  | BRA Brasil         | 3:23.64 | Q    |
| 3    | 3    | Luis Rojas Roberto Gómez Daniele Tirabassi Octavio Alesi              | VEN Venezuela      | 3:27.20 | Q    |
| 4    | 7    | Gustavo Berretta Gerardo Bañuelos Alejandro Escudero Antonio Cisneros | MEX México         | 3:29.34 | Q    |
| 5    | 8    | Rodrigo Cáceres José Melconián Joel Romeu Martín Kutscher             | URU Uruguai        | 3:32.08 | Q    |
| 6    | 2    | Lyam Dias Francis Despond Ashton Baumann Rory Biskupski               | CAN Canadá         | 3:32.11 | Q    |
| 7    | 1    | Sebastián Jahnsen Mauricio Fiol Jesús Monge Gerardo Huidobro          | PER Peru           | 3:39.17 | Q    |
| 8    | 6    | Charles Hockin Renato Prono José Lobo Benjamin Hockin                 | PAR Paraguai       | 3:44.98 | Q    |

### Final
| Pos.              | Raia | Nadadores                                                             | País               | Tempo   | Obs.                             |
| ----------------- | ---- | --------------------------------------------------------------------- | ------------------ | ------- | -------------------------------- |
| Medalha de ouro   | 5    | Bruno Fratus Nicholas Santos César Cielo Nicolas Oliveira             | BRA Brasil         | 3:14.65 | Recorde dos Jogos Pan-Americanos |
| Medalha de prata  | 4    | William Copeland Christopher Brady Robert Savulich Douglas Robison    | USA Estados Unidos | 3:15.62 |                                  |
| Medalha de bronze | 3    | Octavio Alesi Crox Acuña Cristian Quintero Albert Subirats            | VEN Venezuela      | 3:19.92 |                                  |
| 4                 | 8    | Charles Hockin Renato Prono José Lobo Benjamin Hockin                 | PAR Paraguai       | 3:26.19 |                                  |
| 5                 | 6    | Gerardo Bañuelos Alejandro Escudero Antonio Cisneros Gustavo Berretta | MEX México         | 3:26.63 |                                  |
| 6                 | 2    | Rodrigo Cáceres José Melconián Joel Romeu Martín Kutscher             | URU Uruguai        | 3:28.27 |                                  |
| 7                 | 7    | Lyam Dias Rory Biskupski Francis Despond Ashton Baumann               | CAN Canadá         | 3:29.42 |                                  |
| 8                 | 1    | Jesús Monge Sebastián Jahnsen Mauricio Fiol Gerardo Huidobro          | PER Peru           | 3:47.55 |                                  |

Legenda
| Recorde mundial                  | Recorde mundial (World record)               |                       | Recorde africano                      | Recorde africano (African) |                                           | Q | Classificado por posição (Qualified) |
| Recorde dos Jogos Pan-Americanos | Recorde pan-americano (Pan-American record)  | Recorde da América    | Recorde da América (Americas)         | q                          | Classificado por melhor tempo (Qualified) |   |                                      |
| Melhor marca do ano              | Melhor marca do ano (World leading)          | Recorde asiático      | Recorde asiático (Asian)              | DNS                        | Não largou (Did not start)                |   |                                      |
| Recorde nacional                 | Recorde nacional (National record)           | Recorde europeu       | Recorde europeu (European)            | DNF                        | Não terminou (Did not finish)             |   |                                      |
| Recorde pessoal                  | Recorde pessoal do atleta (Personal best)    | Recorde da Oceania    | Recorde da Oceania (Oceania)          | DSQ / DQ                   | Desclassificado (Disqualified)            |   |                                      |
| Recorde da temporada             | Recorde da temporada do atleta (Season best) | Recorde sul-americano | Recorde sul-americano (South America) | NM                         | Sem marca (No mark)                       |   |                                      |